# Balatonberény
Balatonberény is een plaats (község) en gemeente in het Hongaarse comitaat Somogy. Balatonberény ligt aan het Balaton en telt 1210 inwoners (2001).